# Південносибірський лісостеп
Південносибірський лісостеповий екорегіон — екорегіон біому помірні луки, савани і чагарники, перехідна природна зона у низькогірних районах півдня Центрального Сибіру між зонами мішаних лісів та степу, на якій чергуються ділянки лісу і степу.
Регіон є зоною високого біорізноманіття, обмежений Західносибірською тайгою на півночі та горами Алтаю на півдні. Існують також невеликі ділянки на сході в Іркутській області. Екорегіон є складовою частиною біому помірні луки, савани і чагарники та Палеарктичної екозони з континентальним кліматом. Має площу 161 874 км²

## Розташування та опис
Південносибі́рський лісосте́п — екорегіон що простягся тонкою смугою низовин, завдовжки 700 км, тягнеться від Томська на заході, до Красноярська на сході. На заході є відгалуження у напрямку N-S, яке прямує річкою Том до Кузбасу. У середині знаходиться ще одне відгалуження, що охоплює заплаву річки Єнісей і деяких її приток; ця територія відома як Мінусинська улоговина На заході переходить в екорегіон Західносибірських широколистяних та змішаних лісів, терен на початок XXI сторіччя переважно розораний.

## Клімат
Регіон має субарктичний клімат, (за класифікацією Коппена — Dfc). Цей клімат характеризується різкою зміною температури, як щодня, так і сезонно; з довгими, холодними зимами та короткими літами. Клімат має достатню кількість опадів (в середньому 200—400 мм на рік) для зростання рідких лісів. Середня температура січня в центрі екорегіону становить −20 °C та липня — 18 °C.

## Флора і фауна
Регіон є типовим лісостепом. Типовими деревами є береза, осика та верба, зазвичай зустрічаються уздовж річок та в долинах. Часто зустрічаються болота. Терен мав близько 15 % покриття лісом; проте ліс було вирубано людиною. Найпоширенішою травою є куничник наземний